# Erzbistum Fuzhou
Das in der Volksrepublik China gelegene Erzbistum Fuzhou (lat. Archidioecesis Fuceuvensis) wurde am 15. Oktober 1696 als Apostolisches Vikariat Fo-Kien (lat. Fokiensis) begründet und änderte am 27. Dezember 1923 seinen Namen auf Foochow ab.
Am 11. April 1946 zum Erzbistum erhoben, leitete Erzbischof Peter Lin Jia-shan als Metropolit der Bistümer Funing, Xiamen-Amoy und Tingzhou seit 2008 die Geschicke des Erzbistums. Aufgrund einer Inhaftierung musste er 2016 von Weihbischof Ignatius Huang Shou-cheng als Apostolischer Administrator vertreten werden.

## Apostolische Vikare
- François Pallu M.E.P. (1680–1684)
- Charles Maigrot M.E.P. (1684–1709)
- St. Pedro Sanz OP (1732–1747)
- Eusebio Oscot OP (1737–1743)
- Francisco Pallás Faro OP (1753–1778)
- José Calvo OP (1781–1812)
- Roque José Carpena Díaz OP (1812–1849)
- Miguel Calderón OP (1849–1883)
- Salvador Masot y Gómez OP (1884–1911)
- Francisco Aguirre Murga OP (1911–1941)

## Erzbischöfe
- Theodore Labrador Fraile OP  (1946–1980)
- Peter Lin Jiashan (2008–2023)
- Joseph Cai Bingrui (seit 2025)